# Modibo Keïta

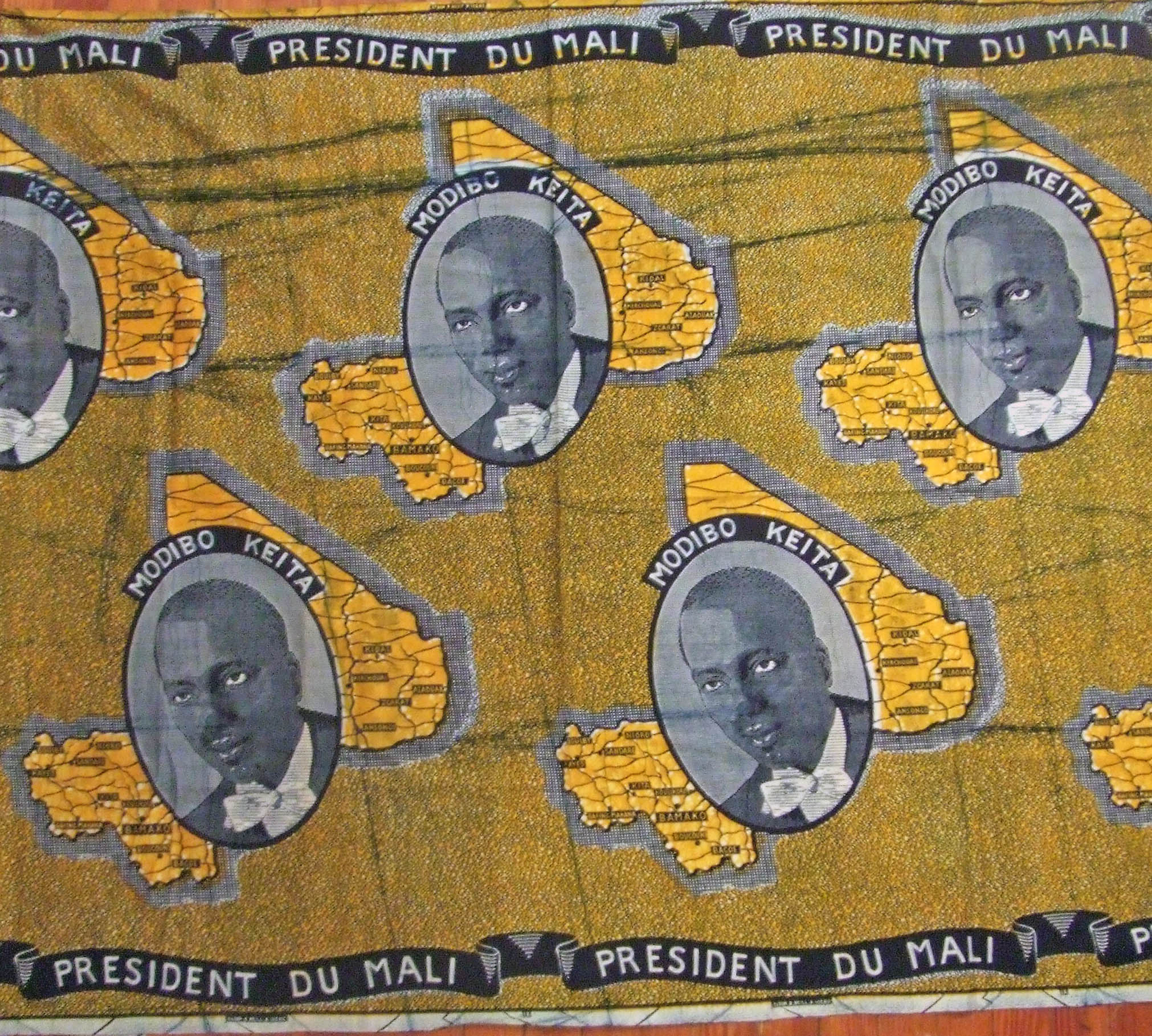
Tyg med Modibo Keïta-tryck från 1960-talet.

Modibo Keïta, född den 4 juni 1915 i Bamako, Franska Sudan, död den 16 maj 1977 i Kidal, var en malisk politiker.

## Biografi
Keïta var mellan 1960 och 1968 Malis förste president. Han var dessförinnan premiärminister i Malifederationen. Efter misslyckanden i sin socialistiska inrikespolitik och ekonomiska utrikespolitik störtades han av armén 1968.
Keïta ledde partiet US-RDA (Union Soudanaise-Rassemblement Démocratique Africain), ett socialistiskt parti som under Moussa Traorés diktatur 1968–1990 var totalförbjudet.